# 4e Amerikaans Congres

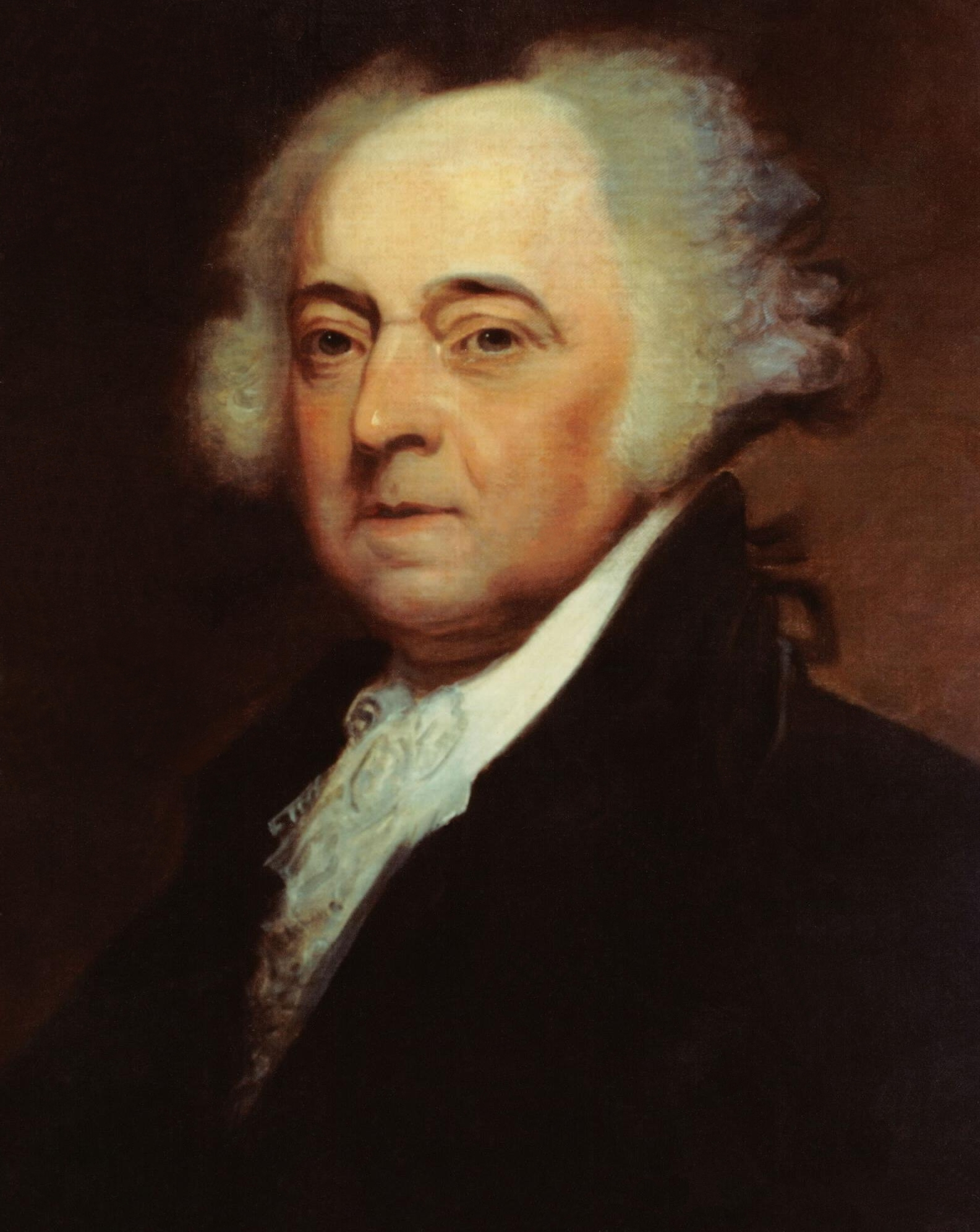
Senaatsvoorzitter John Adams

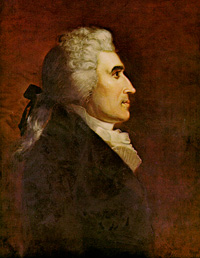
Huisvoorzitter Jonathan Dayton

Het 4e Amerikaans Congres was de vierde Congres van de Amerikaanse federale overheid en bestond uit de Amerikaanse Senaat en het Huis van Afgevaardigden. Het congres kwam bij een van 4 maart 1795 tot en met 3 maart 1797 in de Congress Hall in Philadelphia. Tijdens de laatste twee jaren van de tweede ambtstermijn van president George Washington

## Data van sessies
4 maart 1795 - 3 maart 1797
- speciale sessie van de Senaat: 8 juni 1795 - 26 juni 1795
- 1ste sessie: 7 december 1795 - 1 juni 1796
- 2de sessie: 5 december 1796 - 3 maart 1797

## Belangrijke gebeurtenissen
- 17 september 1796 -President George Washington kondigt zijn afscheid aan .

## Nieuwe staat
- 1 juni 1796 - Tennessee ratificeerde de Amerikaanse Grondwet en werd zodoende de 16e Staat

## Leden van deAmerikaanse Senaat

#### Connecticut
- Oliver Ellsworth (F), tot 8 maart 1796
James Hillhouse (F), van 12 maart, 1796 – einde
- Jonathan Trumbull, Jr. (F), tot 10 juni 1796
Uriah Tracy (F), van 13 oktober 1796 – einde

#### Delaware
- John Vining (F)
- Henry Latimer (F)

#### Georgia
- James Gunn (F)
- James Jackson (DR), tot 1795
George Walton (F), van 16 november 1795 tot 20 februari 1796
Josiah Tattnall (DR), van 20 februari 1796 – einde

#### Kentucky
- John Brown (DR)
- Humphrey Marshall (F)

#### Maryland
- John Henry (F)
- Richard Potts (F), tot 24 oktober 1796
John Eager Howard (F), van 30 november 1796-einde

#### Massachusetts
- Caleb Strong (F),tot 1 juni 1796
Theodore Sedgwick (F), van 11 juni 1796 – einde
- George Cabot (F), tot 9 juni 1796
Benjamin Goodhue (F), van 11 juni 1796

#### New Hampshire
- John Langdon (DR)
- Samuel Livermore (F)

#### New Jersey
- John Rutherfurd (F)
- Frederick Frelinghuysen (F), tot 12 november 1796
Richard Stockton (F), van 12 november 1796 – einde

#### New York
- Rufus King (F), tot 23 mei 1796
John Laurance (F), van 9 november 1796-einde
- Aaron Burr (DR)

#### North Carolina
- Alexander Martin (DR)
- Timothy Bloodworth (DR)

#### Pennsylvania
- James Ross (F)
- William Bingham (F)

#### Rhode Island
- Theodore Foster (F)
- William Bradford (F)

#### South Carolina
- Pierce Butler (DR), tot 25 oktober 1796
John Hunter (DR), van 8 december 1796 – einde
- 3: Jacob Read (F)

#### Tennessee
- William Blount (DR), August 2, 1796 – End
- William Cocke (DR), August 2, 1796 – End

#### Vermont
- Moses Robinson (DR),tot 15 oktober 1796
Isaac Tichenor (F), van 18 oktober 1796
- Elijah Paine (F)

#### Virginia
- Henry Tazewell (DR)
- Stevens Mason (DR)

## Leden van hetHuis van Afgevaardigden

#### Connecticut
- Joshua Coit (F)
- Chauncey Goodrich (F)
- Roger Griswold (F)
- James Hillhouse (F), tot 1 juli 1796
James Davenport (F), van 5 december 1795 – End
- Nathaniel Smith (F)
- Zephaniah Swift (F)
- Uriah Tracy (F), tot 13 oktober 1796
Samuel W. Dana (F), van 3 januari 1797 -einde

#### Delaware
- John Patten (DR)

#### Georgia
- Abraham Baldwin (DR)
- {John Milledge (DR)

#### Kentucky
- Christopher Greenup (DR)
- Alexander D. Orr (DR)

#### Maryland
- George Dent (F)
- Gabriel Duvall (DR), tot 28 maart 1796
Richard Sprigg, Jr. (DR), van 5 mei 1796-einde
- Jeremiah Crabb (F), tot 1796
William Craik (F), van 5 december 1796 -einde
- Thomas Sprigg (DR)
- Samuel Smith (DR)
- Gabriel Christie (DR)
- William Hindman (F)
- William Vans Murray (F)

#### Massachusetts
- Theodore Sedgwick (F), tot 1796
Thomson J. Skinner (DR),van 27 januari 1797 - einde
- William Lyman (DR)
- Samuel Lyman (F)
- Dwight Foster (F)
- Nathaniel Freeman, Jr. (F)
- John Reed, Sr. (F)
- George Leonard (F)
- Fisher Ames (F)
- Joseph Bradley Varnum (DR)
- Benjamin Goodhue (F), until June 1796
Samuel Sewall (F), van 7 december 1796-einde
- Theophilus Bradbury (F)
- Henry Dearborn (DR)
- Peleg Wadsworth (F)
- George Thatcher (F)

#### New Hampshire
- Abiel Foster (F)
- Nicholas Gilman (F)
- John Sherburne (DR)
- Jeremiah Smith (F)

#### New Jersey
- Jonathan Dayton (F)
- Thomas Henderson (F)
- Aaron Kitchell (F)
- Isaac Smith (F)
- Mark Thomson (F)

#### New York
- Edward Livingston (DR)
- Jonathan Havens (DR)
- Philip Van Cortlandt (DR)
- John Hathorn (DR)
- Theodorus Bailey (DR)
- Ezekiel Gilbert (F)
- John E. Van Alen (F)
- Henry Glen (F)
- John Williams (F)
- William Cooper (F)

#### North Carolina
- James Holland (DR)
- Matthew Locke (DR)
- Jesse Franklin (DR)
- Absalom Tatom (DR), tot 1 juni 1796
William Strudwick (F), van 13 december 1796-einde
- Nathaniel Macon (DR)
- James Gillespie (DR)
- William Barry Grove (F)
- Dempsey Burges (DR)
- Thomas Blount (DR)
- Nathan Bryan (DR)

#### Pennsylvania
- John Swanwick (DR)
- Frederick Muhlenberg (DR)
- Richard Thomas (F)
- Vacant tot 18 januari 1796
John Richards (DR), van 18 januari 1796 - einde
- Samuel Sitgreaves (F)
- Daniel Hiester (DR),tot 1 juli 1796
George Ege (F), van 8 december 1796-einde
- Samuel Maclay (DR)
- John Kittera (F)
- Thomas Hartley (F)
- Andrew Gregg (DR)
- David Bard (DR)
- William Findley (DR)
- Albert Gallatin (DR)

#### Rhode Island
- Benjamin Bourne (F), tot 1796
Elisha Potter (F),van 19 december 1796-einde
- Francis Malbone (F)

#### South Carolina
- William L. Smith (F)
- Wade Hampton (DR)
- Lemuel Benton (DR)
- Richard Winn (DR)
- Robert Goodloe Harper (F)
- Samuel Earle (DR)

#### Tennessee
- Andrew Jackson (DR), van 5 december 1796-einde

#### Vermont
- Israel Smith (DR)
- Daniel Buck (F)

#### Virginia
- Robert Rutherford (DR)
- Andrew Moore (DR)
- George Jackson (DR)
- Francis Preston (DR)
- George Hancock (F)
- Isaac Coles (DR)
- Abraham B. Venable (DR)
- Thomas Claiborne (DR)
- William Giles (DR)
- Carter Harrison (DR)
- Josiah Parker (F)
- John Page (DR)
- John Clopton (DR)
- Samuel Cabell (DR)
- James Madison (DR)
- Anthony New (DR)
- Richard Brent (DR)
- John Nicholas (DR)
- John Heath (DR)

#### Leden die geen stemrecht hebben
- James White (DR), tot 1 juni 1796